# Nhà thờ chính tòa San Sebastián
Nhà thờ chính tòa Dụ ngôn Vị mục tử nhân lành (tiếng Basque: Artzain Onaren katedrala, tiếng Tây Ban Nha: Catedral del Buen Pastor de San Sebastián) nằm ở thành phố San Sebastián, Guipuscoa, Xứ Basque (cộng đồng tự trị), Tây Ban Nha. Nhà thờ là trung tâm giám mục Suffragan Giáo hội Công giáo Roma San Sebastián và trực thuộc Tổng Giáo phận Công giáo Roma Pamplona y Tudela. Nhà thờ là kiến trúc tôn giáo nổi bật nhất của San Sebastián, nó được ưu đãi với một vị trí vững chắc là lớn nhất ở Gipuzkoa. Kiến trúc nhà thờ được xây vào những năm cuối thế kỷ 19 theo phong cách kiến trúc Gothic Phục Hưng. Nhà thờ được cung hiến cho Dụ ngôn Vị mục tử nhân lành, và được công nhận là nhà thờ chính tòa từ năm 1953.

## Hình ảnh

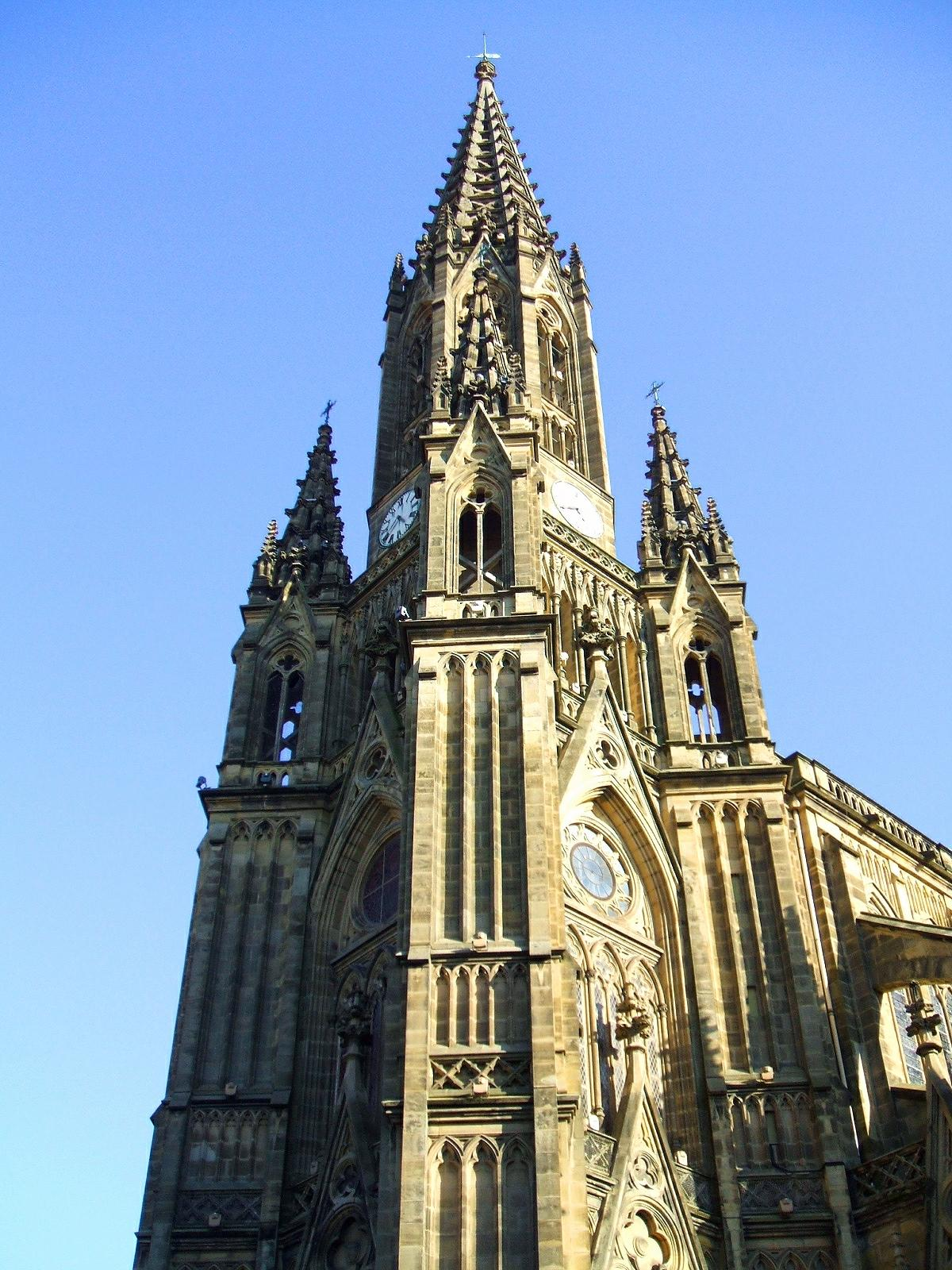
Tháp
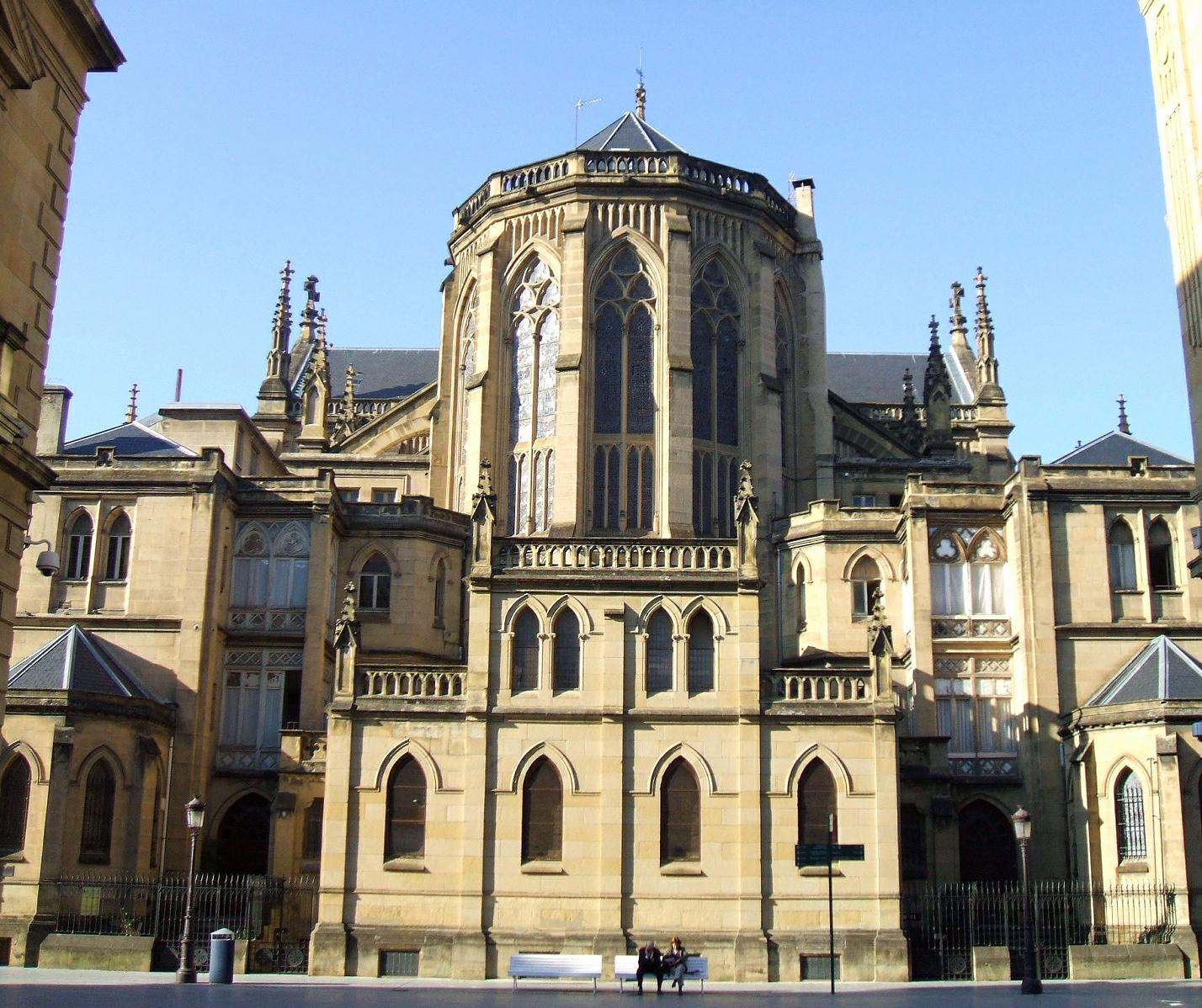
Hậu đường
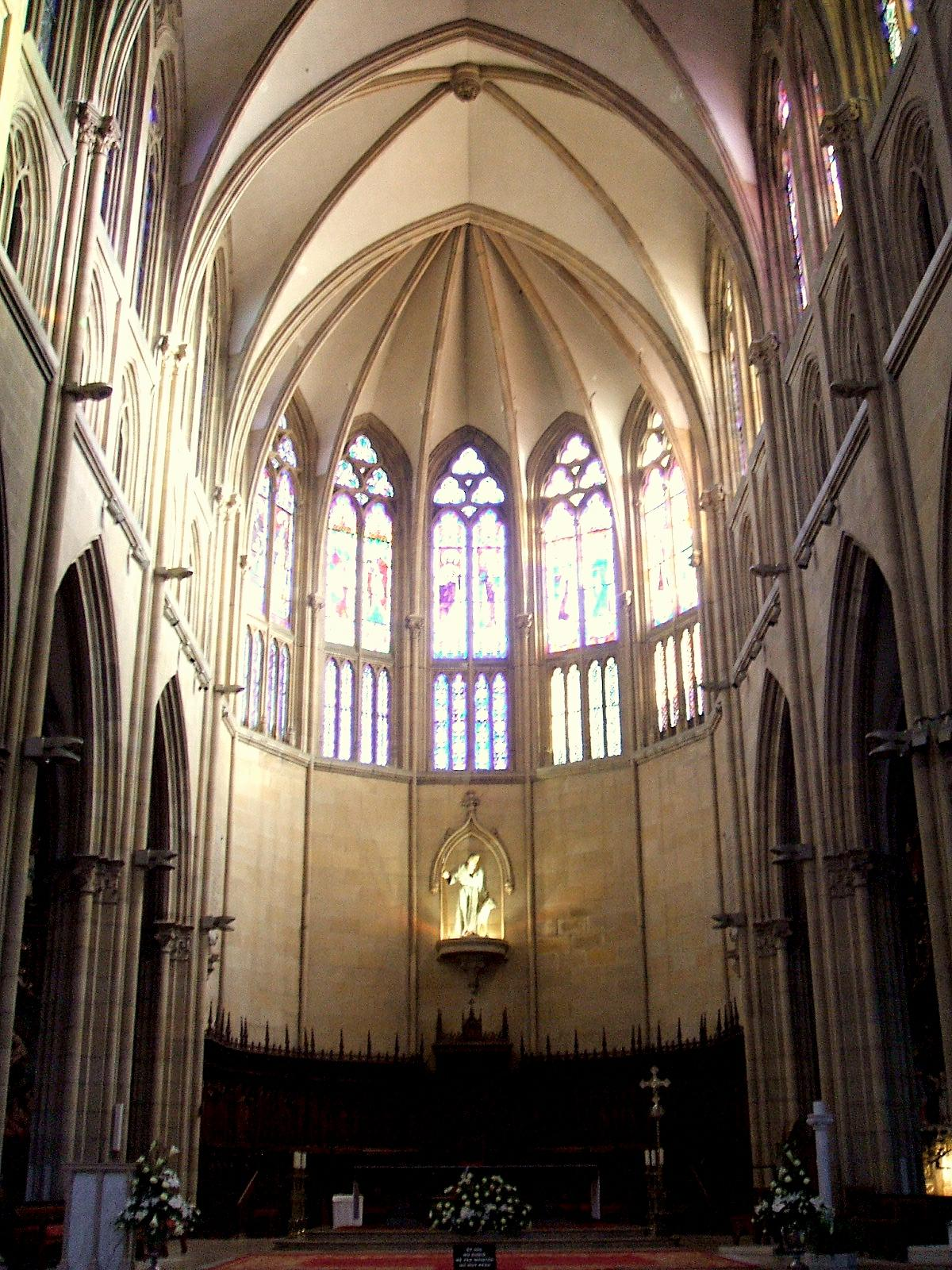
Phần đầu nhà thờ
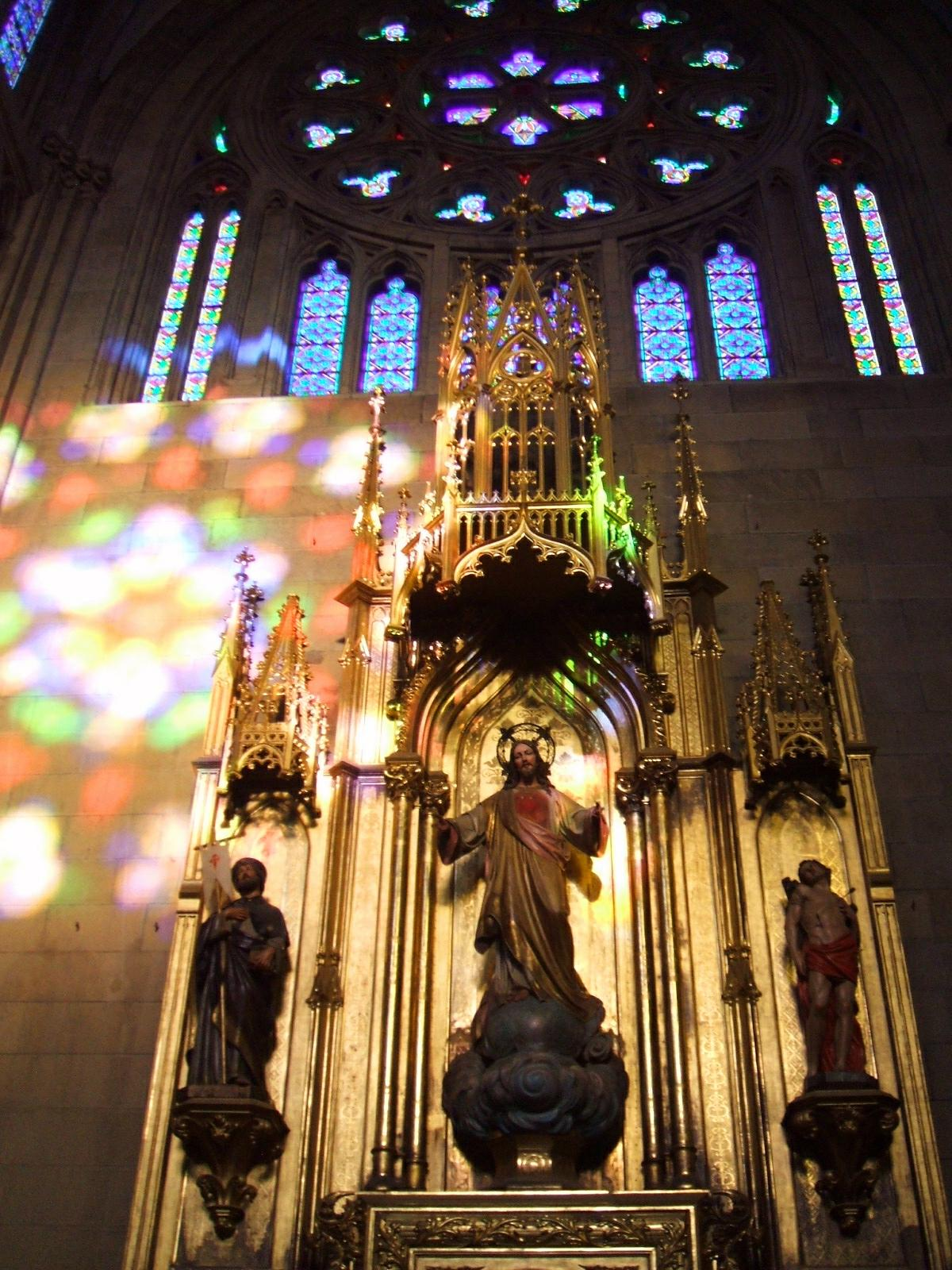
Bàn thờ trái tim tôn giáo của chúa Jesus
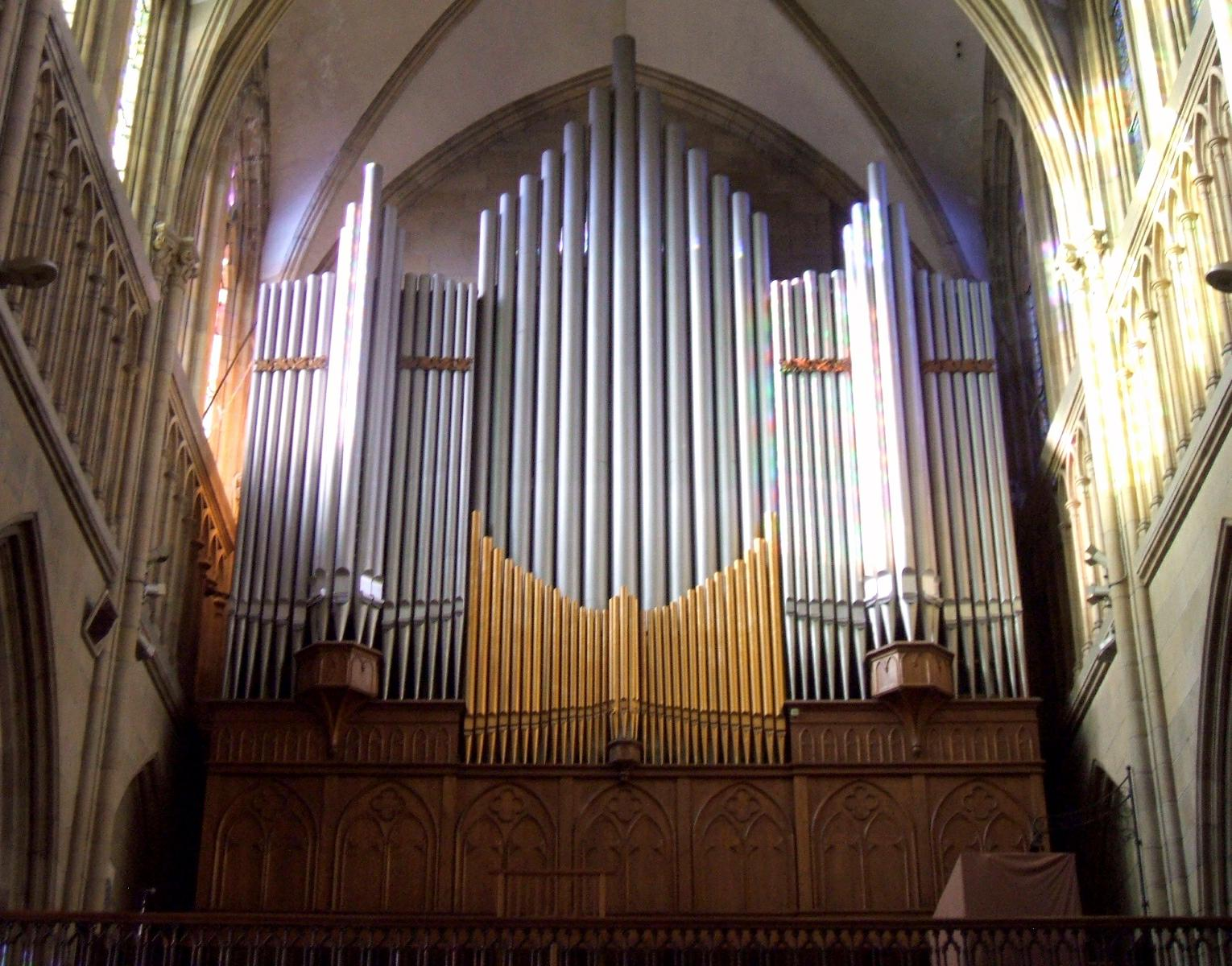
Đại phong cầm

## Sách chuyên khảo
- Murugarren, Luis (1996). Catedral de El Buen Pastor. Donostia-San Sebastián, 1897-1997. San Sebastian: Kutxa Social and Cultural Foundation. ISBN 84-7173-288-2.